# جوان (روزنامه)
جوان روزنامه‌ای در ایران وابسته به سپاه پاسداران انقلاب اسلامی است.

## تاریخچه
روزنامه جوان به عنوان یک روزنامه «سیاسی – اجتماعی – فرهنگی» صبح ایران از روز شنبه مورخ ۲۴ بهمن سال ۱۳۷۷ در ۱۲ صفحه (به همراه ضمیمه ۴ صفحه‌ای ورزشی) به صاحب امتیازی و مدیر مسئولی محمد مهدی مظاهری (از مسئولان وقت دانشگاه آزاد اسلامی و فرزند مظاهری رئیس حوزه علمیه اصفهان) به‌صورت تمام رنگی با قیمت ۴۰۰ ریال منتشر شد.
این روزنامه در تیرماه ۱۳۸۲ مدتی توقیف شد.

### رتبه‌بندی وزارت فرهنگ و ارشاد اسلامی
در جدیدترین رتبه‌بندی وزارت فرهنگ و ارشاد اسلامی در سال ۱۴۰۲، روزنامه جوان از میان ۱۲۳ روزنامه سراسری کشور، رتبه نخست را به خود اختصاص داد.

## تحریم
دولت کانادا در آذر ۱۴۰۱، روزنامه جوان و چند فرمانده و نهاد نظامی ایران را به دلیل نقش آن‌ها در «نقض فاحش و سیستماتیک حقوق بشر» و اقداماتی که «صلح و امنیت بین‌المللی را به خطر می‌اندازند» تحریم کرد.